# Lake Crystal
Lake Crystal – miasto w Stanach Zjednoczonych, w stanie Minnesota, w hrabstwie Blue Earth.